# 오십천 (영덕군)
오십천(五十川)은 경상북도 영덕군 지품면의 기사저수지에서 발원하여 영덕군 강구면의 동해로 흘러드는 강이다. 낙동강권역에서 동쪽으로 흐르는 물줄기 중 세 번째로 긴 물줄기다.
오십천의 하구는 영덕대게로 유명하다. 지품면소재지, 영덕읍소재지, 강구면소재지가 모두 이 하천 주변에 형성되어 있다. 그러나 강우량이 불규칙적이고 하천의 경사가 급하여 유수가 빨리 고갈되기 때문에 오십천 유역에는 겨울 가뭄이 자주 일어나고 있다.

## 교량
- 오십천의 다리는 수암교, 신양교 (국가지원지방도 제69호선), 천전교, 영덕대교, 오십천대교 (국도 제7호선), 강구대교, 강구교 등이 있다.

## 하계망
- 영덕 오십천
  - 신안천
  - 대서천
    - 가천
    - 소서천
      - 용덕천

  - 관동천